# Marija Bergamo
Marija Bergamo z domu Koren (ur. 28 lipca 1937 w Celje) – słoweńska muzykolog, redaktor i tłumacz.

## Życiorys
Jest córką Antona Korena, śpiewaka i reżysera operowego. Wczesne dzieciństwo spędziła w Celje i Mariborze. W trakcie II wojny światowej jej rodzina została zesłana do serbskiej Gučy. Po wojnie mieszkała w Lublanie, Zagrzebiu, Splicie, Rijece i Belgradzie, gdzie w 1956 roku zdała maturę. Ukończyła czteroletnią szkołę muzyczną w klasie fortepianu. 
W 1958 roku ukończyła licencjat z prawa, a w 1961 roku licencjat z muzykologii na Uniwersytecie w Belgradzie. W latach 1963–1964 studiowała na Konserwatorium Moskiewskim. W latach 1963–1965 była zatrudniona w belgradzkim Związku Kompozytorów (serb.-chorw. Savez kompozitora). W 1964 roku uzyskała tytuł magistra historii muzyki, a w 1973 roku tytuł doktora muzykologii na Uniwersytecie Lublańskim. W latach 1969–1972 była wykładowcą na belgradzkiej Akademii Muzycznej. W latach 1981–1997 na Wydziale Filozoficznym Uniwersytetu Lublańskiego była wykładowcą historii, estetyki i socjologii muzyki. Pracowała również na Konserwatorium Moskiewskim, Akademii Muzycznej w Zagrzebiu i Uniwersytecie w Grazu. W 1996 roku uzyskała tytuł naukowy profesora (w 2006 roku Uniwersytet Lublański nadał jej tytuł profesor emeritus.
Pracowała w radiu i przygotowywała cykle audycji (1965–1968). Pisała recenzje muzyczne dla gazet Borba i Politika. W latach 1974–1981 pracowała jako redaktor i kierownik w wiedeńskim wydawnictwie muzyki poważnej Universal Edition. Była członkinią następujących organizacji: Towarzystwo Kompozytorów Serbii (1965–1970), Towarzystwo Kompozytorów Słoweńskich (od 1983), Towarzystwa Kompozytorów Chorwackich (od 1990), Słoweńskie Towarzystwo Muzykologiczne, Chorwackie Towarzystwo Muzykologiczne (od 1993), Chorwacki Instytut Muzyczny, Międzynarodowe Towarzystwo Muzykologiczne (od 1988) i Słoweńskie Towarzystwo Estetyczne (od 1984). W latach 1991–1993 pracowała w słoweńskim Ministerstwie Kultury i była członkiem komisji przyznającej nagrodę Prešerena. Redagowała hasła do następujących encyklopedii: Enciklopedija Slovenije, Hrvatski leksikon, Musik in Geschichte und Gegenwart i New Grove's Dictionary of Music and Musicians. Przekładała słoweńskie artykuły naukowe na chorwacki i serbski oraz obcojęzyczne prace muzykologiczne na język słoweński. 
Do jej głównych zainteresowań naukowych należą kwestie stylistyczne i techniczne muzyki pierwszej połowy XX wieku, przede wszystkim muzyki ekspresjonistycznej, a także integralność procesu muzycznego.
Była żoną chorwackiego kompozytora Petara Bergamo.